# Мэн (штат)
Мэн (англ. Maine, американское произношение: [meɪn] (слушать)о файле) — штат на северо-востоке США, часть Новой Англии. Население 1 362 359 человек (42-е место среди штатов США; данные 2020 года). Столица — Огаста, крупнейший город — Портленд.
Исконными жителями территории штата были индейцы, говорящие на алгонкинских языках. Первое поселение в Мэне основали в 1604 году Самюэль де Шамплен и Пьер Дюгуа де Мон на острове Сент-Крой (Сент-Круа) в устье реки Сент-Круа. Первое английское поселение было создано Плимутской компанией в 1607 году.
В 1620-е годы вдоль побережья Мэна был основан ряд английских поселений, но из-за сурового климата, лишений и конфликта с аборигенами многие из них в последующие годы исчезли. К началу XVIII века в Мэне сохранилось только полдюжины поселений англичан.
Американские и британские войска сражались за территорию Мэна во время войны за независимость и Англо-американской войны.
Мэн был частью штата Массачусетс до 1820 года. В результате Миссурийского компромисса 15 марта 1820 года Мэн стал 23-м штатом США.
Официальные прозвища — «The Pine Tree State», «Vacationland».

## История
Заселение территории Мэна европейцами началось в 1607 году под контролем Плимутской компании. Земельный патент 1622 года регламентировал создание провинции Мэн. Название, предположительно, происходит от названия французской провинции Мэн.
Во время войны за независимость и войны 1812 года Мэн контролировался англичанами. Как отдельный штат Мэн существует с 1820 года в результате Миссурийского компромисса, до этого его территория была частью штата Массачусетс.

## Политика

#### Местная политика
На всеобщих выборах штата избиратели штата Мэн, как правило, чаще, чем в большинстве штатов, принимают независимых и сторонних от демократов и республиканцев кандидатов. В последнее время в штате Мэн было два независимых губернатора (Джеймс Б. Лонгли, 1975—1979 годы, и нынешний сенатор США Ангус Кинг, 1995—2003 годы). Политики штата Мэн, как демократы, так и республиканцы, отличаются более умеренными взглядами, чем многие представители национальных крыльев своих соответствующих партий.
Мэн является одним из штатов, имеющих государственную монополию на оптовую продажу или розничную продажу некоторых или всех категорий алкогольных напитков.
6 мая 2009 года Мэн первым из американских штатов легализовал однополые браки; однако закон был отменён избирателями 3 ноября 2009 года. 6 ноября 2012 года Мэн, наряду с Мэрилендом и Вашингтоном, стал первым штатом, легализовавшим однополые браки через народное голосование.

### Федеральная политика
В 1930-х годах Мэн был одним из немногих штатов, сохранивших республиканские настроения. На президентских выборах 1936 года Франклин Д. Рузвельт получил голоса избирателей всех штатов, кроме Мэна и Вермонта; это были единственные два штата в стране, которые никогда не голосовали за Рузвельта ни в одной из его президентских кампаний, хотя в штате Мэн велась ожесточённая борьба в 1940 и 1944 годах. В 1960-х годах штат Мэн начал склоняться в сторону демократов, особенно на президентских выборах. В 1968 году Хьюберт Хамфри стал всего лишь вторым демократом за полвека, возглавившим штат Мэн, возможно, из-за присутствия его напарника, сенатора штата Мэн Эдмунда Маски, хотя штат голосовал за республиканцев на всех президентских выборах в 1970-х и 1980-х годах.
С 1969 года два из четырёх голосов выборщиков штата Мэн присуждаются в зависимости от победителя выборов по всему штату; два других достаются тем, кто набрал наибольшее количество голосов в каждом из двух округов конгресса штата. Любой другой штат, кроме Небраски, отдаёт все свои голоса выборщиков кандидату, который выигрывает всенародное голосование в целом по штату, независимо от результатов в округах. Мэн впервые разделил свои голоса на выборах в 2016 году, и сильные результаты Дональда Трампа в более сельских районах центрального и северного Мэна позволили ему получить один из четырёх голосов штата в Коллегии выборщиков.
Росс Перо добился большого успеха в штате Мэн на президентских выборах 1992 и 1996 годов. В 1992 году в качестве независимого кандидата Перо занял второе место после демократа Билла Клинтона, несмотря на длительное присутствие летнего дома семьи Буш в Кеннебанкпорте. В 1996 году, будучи кандидатом от Партии реформ, Перо преуспел в штате Мэн лучше, чем в любом другом штате.
Мэн дважды голосовал за демократа Билла Клинтона, Эла Гора в 2000 году, Джона Керри в 2004 году и Барака Обаму в 2008 и 2012 годах. В 2016 году республиканец Дональд Трамп выиграл один из голосов выборщиков штата Мэн, а соперница республиканца Хиллари Клинтон выиграла три других. Хотя в последние годы демократы в основном получали голоса выборщиков штата на президентских выборах, республиканцы в значительной степени сохранили контроль над местами в Сенате США. При этом Эдмунд Маски, Уильям Хэтэуэй и Джордж Дж. Митчелл были единственными демократами штата Мэн, работающими в Сенате США за последние пятьдесят лет.
На промежуточных выборах 2010 года республиканцы добились значительных успехов в штате Мэн. Они захватили кабинет губернатора, а также большинство в обеих палатах законодательного собрания штата впервые с начала 1970-х годов. Однако на выборах 2012 года демократам удалось отбить обе палаты законодательного собрания штата Мэн.
Сенаторами США от штата Мэн являются республиканка Сьюзан Коллинз и независимый Ангус Кинг. Губернатор — демократ Джанет Миллс. Два члена Палаты представителей Соединённых Штатов от штата — демократы Челли Пингри и Джаред Голден.
Мэн — первый штат, который ввёл голосование по ранжированному выбору на федеральных выборах.

## География
Площадь — 91 646 км². Административный центр — город Огаста; крупнейший город и порт — Портленд на берегу залива Каско. Большая часть территории занята отрогами Аппалачей (высотой до 1606 м — гора Катадин). Климат умеренный влажный. Средняя температура января около −9 °C, июля — 15-18 °C. Осадков около 1000 мм в год. Много озёр и порожистых рек, богатых гидроэнергией (мощность электростанций свыше 1,5 ГВт в 1973). Важная отрасль — сельское хозяйство. 65 % товарной продукции сельского хозяйства даёт животноводство (1971). Поголовье крупного рогатого скота (1972) 142 тысячи, в том числе 66 тысяч дойных коров. Мэн занимает первое место в США по сборам картофеля (основной район — долина реки Арустук). Большое значение имеют лесозаготовки, деревообрабатывающая и особенно целлюлозно-бумажная промышленность. Развиты также кожевенно-обувная, текстильная, швейная промышленность, производство текстильных и обувных машин. Судостроение. На побережье — рыболовство и рыбоконсервная промышленность. В обрабатывающей промышленности 103 тысячи занятых (1971).

## Полезные ископаемые
Нерудные полезные ископаемые: песок, гравий, глина, известняк, гранит, торф. Имеются месторождения цинка, свинца и драгоценных камней.

## Флора и фауна
Леса занимают 84 % территории штата Мэн, по этому показателю он занимает лидирующую позицию в США. Наиболее распространённые деревья мягких пород: красная и белая ель, пихта, тсуга, белая сосна. На севере и северо-востоке преобладает ель и пихта, на юго-западе — сосна и тсуга. Среди деревьев лиственных пород наиболее часто встречаются бук, белая и жёлтая берёза, сахарный и красный клён, тополь, белый дуб, чёрная ива, чёрный и белый ясень, американский вяз. Большинство цветов и кустарников, произрастающих в штате, характерны для северной температурной зоны. В округах Ханкок и Вашингтон много дикорастущей американской черники.
Для лесов штата типичными животными являются: олень, лось, чёрный медведь, рысь, бобр, выдра, ондатра, норка, куница, ласка, енот, скунс, рыжая лисица, серый и белый кролик, красная и серая белка, бурундук и дикобраз. В озёрах и реках штата водится окунь, форель, щука и лосось, в прибрежных водах — тюлени и морские свиньи, а также множество рыб, характерных для Северной Атлантики, а также омары.
В штате был выведена порода кошек Мейн-кун, ныне являющаяся одним из его символов.
В Мэне также обитает множество птиц, в том числе чайки, гаги, канадские казарки, большие бакланы и тупики.

## Население
По данным Бюро переписи населения США на 1 июля 2015 года, население Мэна составляет 1 329 328 человек; прирост по сравнению с показателем переписи 2010 года составил 0,07 %. Плотность населения составляет 16,6 чел./км². Это наименьшая плотность населения среди всех штатов к востоку от Миссисипи. По данным переписи 2010 года расовый состав штата следующий: белые (94,4 %), чернокожие (1,1 %), индейцы (0,6 %), азиаты (1 %), другие расы (0,1 %), метисы (1,4 %).
Около 1,3 % населения составляют латиноамериканцы. Белое население главным образом английского (30,6 %), франкоканадского (25 %), ирландского (18,3 %), немецкого (8,3 %), итальянского (5,8 %) и шотландского (4,8 %) происхождения.
По данным переписи 2000 года 92,25 % населения Мэна говорит дома на английском. Кроме того, в штате самый высокий процент франкоговорящего населения среди всех штатов страны, около 5,28 % населения говорит дома по-французски (в сравнении с 4,68 % населения Луизианы). В штате Мэн нет официального языка, но наиболее распространённым является английский.
Динамика численности населения:
- 1950: 913 774 чел.
- 1960: 969 265 чел.
- 1970: 992 048 чел.
- 1980: 1 124 660 чел.
- 1990: 1 227 928 чел.
- 2000: 1 274 923 чел.
- 2010: 1 328 361 чел.[17]